# Безщасний Никін Петрович
Ни́кін Петро́вич Безща́сний (1880-ті — кін. 1930-х) — воїн-бандурист, громадський діяч; учасник антибільшовицького руху на Кубані.
Народився в ст. Полтавська на Кубані. Брат Конона Безщасного. Випускник Першої кубанської кобзарської школи (1913). Учень Василя Ємця. Грав на діатонічній бандурі київського майстра Антонія Паплинського. Концертував із 1913 року. У період Першої світової війни вів активну концертну діяльність як соліст і учасник малих ансамблів. Свої переконання реалізовував засобами кобзарського мистецтва зі зброєю в руках. У 1920-ті та на початку 1930-х рр. досягнув вершин виконавської майстерності. Бандурист-віртуоз. Концертував на Північному Кавказі, Дону, інших регіонах Великої України. Заарештований у м. Дніпропетровську. Помер на Біломор-Балтійській каторзі (Карелія) від катувань та виснаження.
Серед його репертуару такі пісні й думи: «Ой, чого ж ти почорніло», «Ой, Морозе-Морозенку, ти славний козаче», «Ой, з-за гори, з-за лиману кругом Січі Запорожжя москаль облягає», «Ти, Кубань, ти наша Родіна» та ін.
Великий патріот України, сподвижник М. Рябовола.